# How to be a Girl
「How to be a Girl」（ハウ・トゥー・ビー・ア・ガール）は、日本の元女性歌手、安室奈美恵の単独名義では10枚目のシングル。1997年5月21日にavex traxから発売された。小室哲哉プロデュースによる楽曲である。

## 解説
- 自身最大のヒット曲となった「CAN YOU CELEBRATE?」に続くシングル。
- 2年連続で前年に引き続き（曲は「You're my sunshine」）、自身が当時イメージキャラクターに選ばれ出演したブリストル・マイヤーズ スクイブ（現：ファイントゥデイ）「シーブリーズ '97」CFイメージソング。
- コンセプトは「ロックだけど踊れる曲」を志向した[1]。
- マーク・パンサーと小室の共作詞。マークがベーシックとなる歌詞を先に作り、小室が楽曲制作と同時進行で仕上げていった[1]。
- 歌入れは2日間かけてじっくり行われた[1]。
- お馴染みの元・dosのKABAが手掛けた振付も話題になった。
- 地下鉄を舞台にしたファッションショー仕立てのPVも話題になった。PVで安室は5変化を魅せている。撮影場所は全て新富町駅で日曜日の終電前に撮影許可なしで挑んだ。使用したセットも事前に1日で制作した[2]。
- 累計出荷枚数は110万枚[3]。
- オリコンチャートにおける累計売上枚数は77.2万枚[4]。

## 主な記録
- HEY!HEY!HEY! MUSIC CHAMPパーフェクトランキング・3 YEARS BEST 100（95・96・97）74位。
- 1997オリコン年間シングルチャート23位。
- 1997オリコン年間アーティストセールス4位。
- この曲を以ってオリコンでのシングル売り上げが1000万枚を突破した。デビューからの2年1ヶ月での1000万枚達成は、ピンク・レディーの2年7ヶ月をしのぐ、史上最速での達成である（現在も最速記録保持）。

## 収録曲
| 全作詞: 小室哲哉・MARC、全作曲・編曲: 小室哲哉。 |                                            |                  |            |      |
| #                                                | タイトル                                   | 作詞             | 作曲・編曲 | 時間 |
| 1.                                               | 「How to be a Girl (STRAIGHT RUN)」        | 小室哲哉 ・ MARC | 小室哲哉   | 4:24 |
| 2.                                               | 「How to be a Girl (ADALT EDUCATION MIX)」 | 小室哲哉 ・ MARC | 小室哲哉   | 4:45 |
| 3.                                               | 「How to be a Girl (INSTRUMENTAL)」        | 小室哲哉 ・ MARC | 小室哲哉   | 4:24 |
| 合計時間:                                        | 合計時間:                                  | 13:33            |            |      |

クレジット
- Produced : 小室哲哉
- Mixed : Eddie Delena
- Additional Production (#2) : Robert Arbittier, Gary Adante (Noisy Neighbors)

## 収録作品
CD
- オリジナル『Concentration 20』
- ベスト『181920』（『181920 & films』も同様）
- ライヴ『namie amuro 5 Major Domes Tour 2012 〜20th Anniversary Best〜』
- ベスト『Finally』（Disc-1）
  - 楽曲を再録・ニューレコーディングで収録。

映像作品
- PV集『181920 films』（VHS・DVD）
  - 『181920 films + filmography』（DVD）、『181920 & films』（CD+DVD）についても同様である。
- PV集『BEST CLIPS』（DVD）
- ライヴ『Namie Amuro Concentration 20 Live in Tokyo Dome』（VHS・DVD）
- ライヴ『NAMIE AMURO TOUR “GENIUS 2000”』（VHS・DVD）
- ライヴ『namie amuro SO CRAZY tour featuring BEST singles 2003-2004』（DVD）
- ライヴ『namie amuro BEST tour “Live Style 2006”』（DVD・Blu-ray）
- ライヴ『namie amuro 5 Major Domes Tour 2012 〜20th Anniversary Best〜』（DVD・Blu-ray）